# Марі Лейнан Лунн
Марі Лейнан Лунн (норв. Mari Leinan Lund) — норвезька лижна двоборка, призерка чемпіонату світу. 
Срібну медаль чемпіонату світу Лейнан Лунн виборола на світовій першості 2021 року, що проходила в німецькому Оберстдорфі, до програми якої вперше входило лижне двоборство серед жінок. Дисципліна включала в себе стрибки з нормального трампліна й 5-кілометровий лижний крос.
Молодша сестра Марі Марте — теж лижна двоборка.